# Венера 10
„Венера 10“ е автоматичен космически апарат, изстрелян от СССР на 14 юни 1975 г. в 03:00 стандартно време с цел изследване на Венера. Апаратът е с маса 5033 кг. Спускаемият модул (1569 кг) навлиза в атмосферата на планетата на 25 октомври 1975 г. Осъществено е меко кацане в осветената част на планетата, като Слънцето се намира близо до зенит. Апаратът каца на повърхността в 05:17 ст. време на място с координати 15,42° сев. ш. и 291,51° изт. д. с възможна грешка от 150 km.
Във вътрешността на спускаемия модул се намира охладителна течност, чиято циркулация поддържа работна температура в продължение на около 65 минути след кацането преди да настъпи повреда. Намаление на скоростта и меко кацане е осъществено с помощта на защитни покрития, три парашута, въздушна спирачка, подобна на диск, и сферичен пръстен, поглъщащ енергията на удара с повърхността. Мястото на кацане е на около 2200 km от това на „Венера 9“. Измерен е вятър със скорост от 3,5 m/s и са регистрирани вертикални профили на налягането, температурата и осветеността.
„Венера 10“, подобно на „Венера 9“, предава черно-бели телевизионни изображения от повърхността. Заснети са ерозирали скали. Вместо планираната 360-градусова панорамна снимка е заснета само 180-градусова, тъй като, както и при „Венера 9“, защитният капак на една от камерите не се отваря.

## Снимки
Дон Мичъл чрез допълнително анализиране на записи от оригиналните сигнали, изпратени от апаратите Венера, възстановява снимки с подобрено качество. За сравнение е подобрена снимка на Мичъл.